# Yuri Rumer
Yuri Borisovich Rumer (em russo:  Юрий Борисович Румер; Moscou, 28 de abril de 1901 – 1 de fevereiro de 1985) foi um físico soviético, que trabalhou principalmente nas áreas de mecânica quântica e óptica quântica. Conhecido no ocidente como Georg Rumer, foi um amigo próximo de Lev Landau e foi preso com ele durante o Grande Expurgo em 1938.

## Formação e carreira

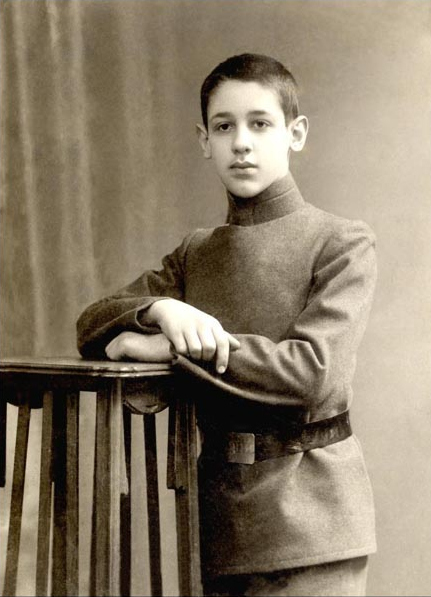
Rumer em 1915–17

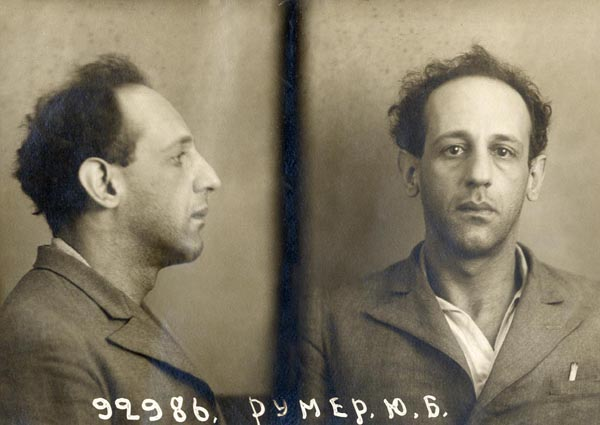
Mugshot de Rumer 1938

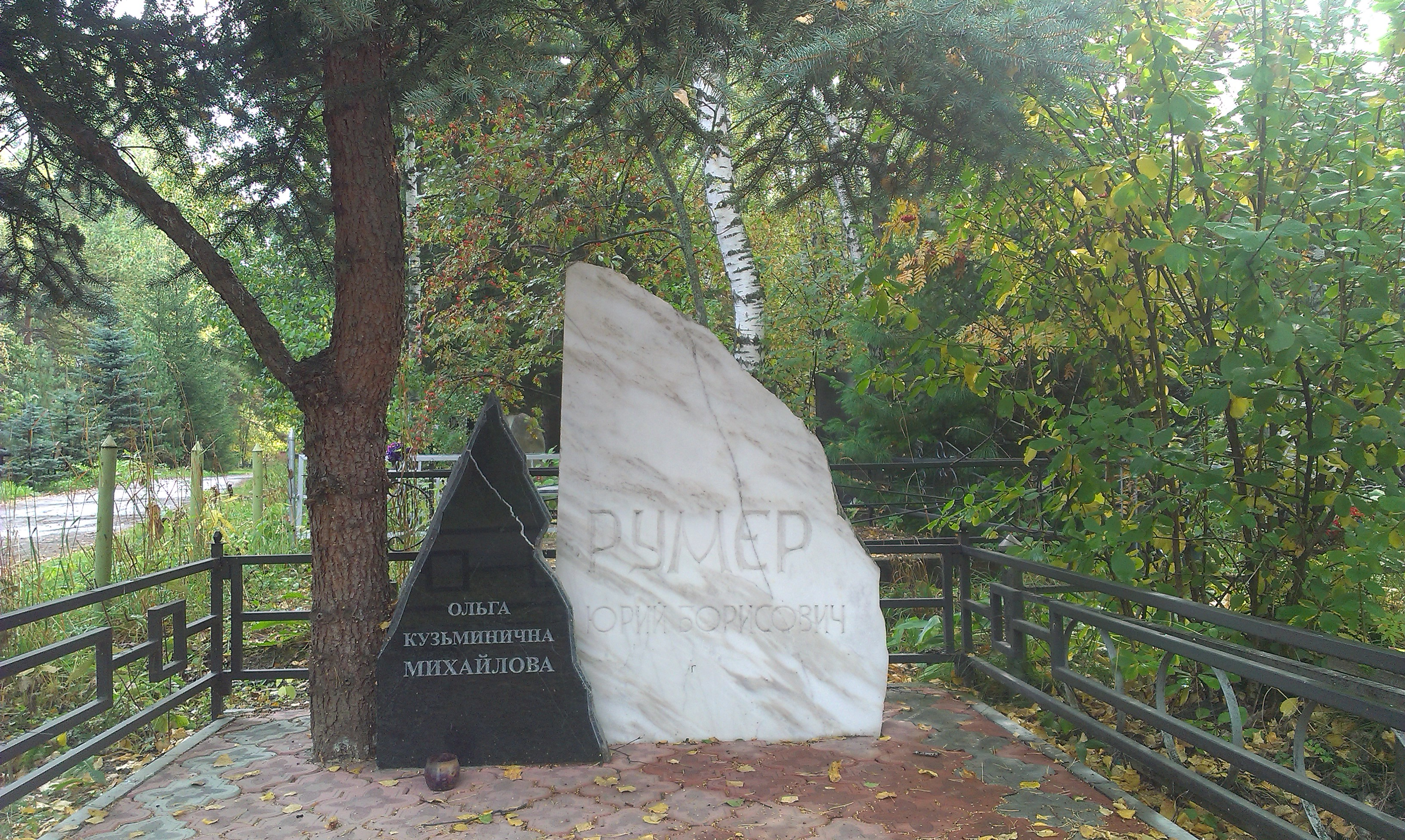
Sepultura de Rumer e sua segunda mulher no Cemitério Yuzhnoye (Novosibirsk)

Rumer nasceu em Moscou em uma família de comerciantes judeus. Seus irmãos mais velhos, Osip e Isidor, eram conhecidos tradutores e filósofos. Depois de se formar na escola secundária não clássica em 1917, em 1918 Rumer entrou na Faculdade de Física e Matemática da Universidade Estatal de Moscou e se formou em 1924. Em 1927 casou com Lyudmila Zalkind, sua namorada durante nove anos, e emigrou com ela para Oldemburgo, Baixa Saxônia, Alemanha, onde se matriculou para estudar engenharia de construção. No mesmo ano abandonou este tópico "chato para ele" em favor da física teórica, e mudou-se para Göttingen. Durante um estágio na Universidade de Göttingen trabalhou como assistente de Max Born. Colaborou com Walter Heitler e publicou vários trabalhos teóricos sobre a estrutura das moléculas.
Rumer voltou a Moscou em maio de 1932, quando a perseguição aos judeus na Alemanha se tornou uma ameaça real para ele e sua mulher. Tornou-se professor associado da Faculdade de Física da Universidade Estatal de Moscou (MSU) e assumiu o cargo de professor em janeiro de 1933. Foi recomendado para esse cargo por Erwin Schrödinger e Leonid Mandelstam. Na MSU Rumer supervisionou vários cientistas notáveis, incluindo Mikhail Volkenstein. Lecionou na MSU de 1932 a 1937 e trabalhou como cientista no Lebedev Physical Institute de 1935 a 1938. Em 1935 obteve a habilitação, e em 1937 começou a trabalhar com Lev Landau; logo eles se tornaram amigos próximos.
Rumer foi preso na rua Arbat em abril de 1938 como cúmplice do "inimigo público", Landau, quando ia a uma festa de aniversário. Um de seus irmãos foi preso anteriormente por um caso não relacionado como parte dos expurgos de Stalin. Landau também foi preso, mas liberado após um ano devido aos esforços extraordinários de Pyotr Kapitsa. Enquanto estava na prisão, Rumer trabalhou pela primeira vez em problemas de vibração e oscilação de aviões em uma sharashka situada em um subúrbio de Omsk. Mais tarde, em 1946, foi transferido para Taganrog. Lá, trabalhou no projeto de uma nova aeronave de transporte, chefiada por Robert Bartini.
Depois de cumprir 10 anos inteiros de sua sentença, Rumer foi exilado em Yeniseysk. Lá, trabalhou em uma faculdade de formação de professores como professor de física e matemática. Rumer mudou-se para Novosibirsk em 1950. Não conseguiu um emprego em universidades e instituições de pesquisa por causa de seu status de condenado. Quando seu prazo de exílio terminou, foi aceito como cientista sênior da Divisão Siberiana da Academia de Ciências da União Soviética. No final de 1954 foi informado pelo Conselho Militar da Suprema Corte da União Soviética que seu caso foi reconsiderado e a sentença foi suspensa devido às novas evidências descobertas.
Rumer lecionou no instituto de formação de professores de Novosibirsk, ocupou o cargo de chefe do Departamento de Física Teórica no Ramo Leste-Siberiano da Academia de Ciências da União Soviética de 1953 a 1957. Em 1957 foi nomeado diretor do Radio Physics and Radio Electronics Institute, o primeiro instituto físico em Novosibirsk. O instituto foi fundido com o Semiconductor Physics Institute em 1964. Rumer trabalhou no Sobolev Institute of Mathematics por algum tempo e mais tarde no Budker Institute of Nuclear Physics. Realizou trabalho educacional na Universidade Estadual de Novosibirsk por quase 20 anos e aposentou-se em 1972. Rumer morreu em 1 de fevereiro de 1985 em Akademgorodok, e foi enterrado no Cemitério Yuzhnoye (Novosibirsk). Deixou sua segunda mulher Olga Mikhailova (1921–2011), filho Mikhail Mikhailov e filha Tatyana Mikhailova. Rumer e Mikhailova se conheceram em 1946 enquanto trabalhavam juntos em Taganrog, e se casaram logo depois disso. Seus dois filhos se tornaram cientistas.

## Obras
- G. Rumer, E. Teller and H. Weyl, Eine fur die Valenztheorie geeignete Basis der binaren Vektorinvarianten, Nachr. Ges. Wiss. Göttingen Math. -Phys. Kl. (1932), 499–504
- Dychne, A. M.; Rumer, J. B.; Bartels, F.; Frank, D. (1961). «Thermodynamik des ebenen Ising-Onsager-Dipolgitters». Fortschritte der Physik. 9 (10). 509 páginas. Bibcode:1961ForPh...9..509D. doi:10.1002/prop.19610091002
- Quantenchemie mehratomiger Molekule. — Nachrichten von der Ges. der Wiss. Zu Göttingen. Math.-Phys. Klasse, 1930, № 3, pp. 277—284. (with Walter Heitler).
- Heitler, W.; Rumer, G. (1931). «Quantentheorie der chemischen Bindung für mehratomige Moleküle». Zeitschrift für Physik. 68. 12 páginas. Bibcode:1931ZPhy...68...12H. doi:10.1007/BF01392726
- Eine fur die Valenztheorie geeignete Basis der binaren Vektorinvarianten. Nachrichten von der Ges. der Wiss. Zu Göttingen. Math.-Phys. Klasse, 1932, № 5, pp. 498—504. (with Edward Teller, Hermann Weyl).

## References
1. 1 2 3 4 5  Cherkasskaya, Z. and Kraineva, I. (January 2014) Юрий Борисович Румер (1901–1985). 7iskusstv.com
2. 1 2  Румер Юрий Борисович. Геттинген и научная работа на Родине. vixpo.nsu.ru